# Podsolierung

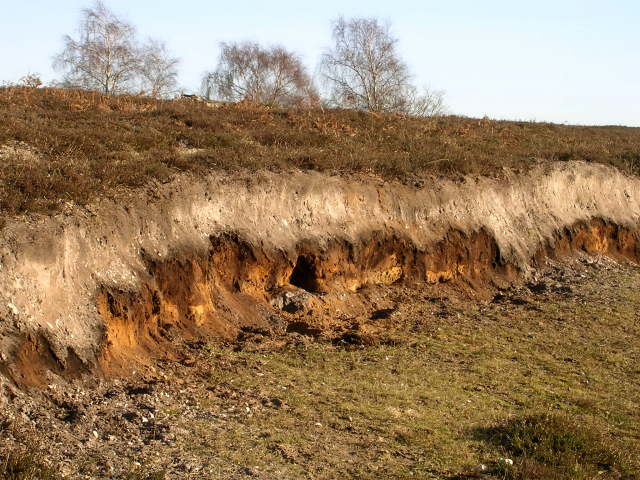
Aschgrauer, 'gebleichter' Auswaschungshorizont und braunschwarzer und rostbrauner Anreicherungshorizont einer Heide in New Forest

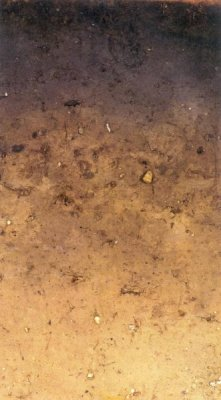
Fortgeschrittene Podsolierung einer Braunerde

Als Podsolierung (auch Sauerbleichung) wird in der Bodenkunde der Prozess der Umlagerung metallorganischer Verbindungen im Boden durch sickerndes Wasser aus dem Ober- in den Unterboden bezeichnet. Die Podsolierung findet sich besonders unter mangelhaft zersetzter organischer Substanz wie Nadelstreu, aus der organische Säuren herausgewaschen werden, die das Eisen im Boden mobilisieren und verlagerbar machen. Die aus einem allmählich aschgrau werdenden Eluvialhorizont Ae in einen braunschwarzen bis rotbraunen Illuvialhorizont verlagerten Fe-Verbindungen und Al-Oxide können dort bei starker Eisenakkumulation zur Bildung von verhärteter Orterde oder weiter zu Ortstein führen. Der so entstehende Bodentyp wird Podsol genannt.
Im Rahmen der Bodenentwicklung oder Pedogenese tritt die Podsolierung eines Bodens im Zusammenwirken von einem kühl-gemäßigten, humiden bis stark humiden Klima und Versauerung förderndem Pflanzenbewuchs, also klimaphytomorph auf. Kennzeichnend sind Mischwald, Nadelwald und Zwergsträucher (Heidearten) als Vegetation. Als Ausgangsgestein findet sich typischerweise Si-reiches, Ca- und Mg-armes, durchlässiges Substrat – Sandböden – die sich als Bodentypen-Sequenz über Ranker oder Braunerde zum Podsol entwickeln. Podsole sind typisch für boreale Klimate unter Tundra und Taiga, finden sich aber auch in Mitteleuropa und vereinzelt in den immerfeuchten Tropen.